# Indicios
Indicios es el segundo álbum en solitario del artista español Carlos Berlanga. Editado originalmente en 1994 por el sello Compadres, la discográfica Austrohúngaro reeditó el disco en 2003 con motivo del vigésimo aniversario. La portada del disco está inspirada por la portada del disco Wave de Antonio Carlos Jobim publicado en 1967.
El disco está coproducido por Carlos Berlanga y Juan Manuel Sueiro. Cuenta con la voces invitadas de Vainica Doble en la canción «La Funcionaria», Paloma Olivié coautora con Berlanga de las letras del disco y Ana Belén en la versión del tema «Aguas de Março» original de Tom Jobim.

## Producción
Tras la escasa repercusión del primer disco en solitario de Berlanga, El Ángel Exterminador (1990), Carlos Berlanga decidió enfocar sus inquietudes hacia el campo de la pintura y la composición para otros artistas como Edith Salazar. Posteriormente recaló en el recién creado sello discográfico independiente Compadres, fundado por Julio Palacios y Adrian Vogel, para publicar su segundo disco en solitario.
Adrian Vogel, responsable de la discográfica, en una entrevista para la revista Efe Eme en diciembre de 2009 señala sobre el proceso de grabación: "Las maquetas que escuché eran sensacionales. Todo hits. Nuestras reuniones tanto en el estudio de (Pablo) Sycet como en nuestra oficina fueron esplendidas. Conectamos rápidamente. Nuestra compartida pasión por la música brasileña y Antonio Carlos Jobim fue el pegamento. (...) En nuestras conversaciones de pre producción el tema de las versiones y las colaboraciones se zanjaron rápido. Estaba claro lo de Vainica Doble y el «Aguas de Março» de Jobim. Me pidió contar con Ana Belén para hacer un dueto del clásico brasileño. Llamé a Ana, quien aceptó encantada. Curiosamente este tema fue el que más guerra nos dio. (...) Terminada la grabación y consciente de la joya que tenia entre las manos tiramos la casa por la ventana. Y masterizamos en Londres con el crack del momento, Ian Cooper (en los estudios Metropolis)".
En una entrevista realizada por Rafa Cervera en el suplemento El País De Las Tentaciones del diario El País, Carlos Berlanga indicaba que "Hago un tipo de música muy comercial para una compañía independiente, pero mi concepto de lo que debería ser la música no tiene nada que ver con las multinacionales. Les gustaría tener mis canciones, pero a mi no me gustan ellas, simplemente".
Paloma Olivié, en declaraciones recogidas en el libreto de la reedición del disco de 2003 sobre el proceso de composición del disco indica "(en Marbella) a lo largo de dos o tres horas, todos los días, escribíamos canciones.  Creo recordar que hicimos más de veinte.  Entre ellas estaban las que luego serían Indicios, aunque el disco que imaginábamos en la casa de la playa, se llamaba en realidad Absolut, igual que el grupo que Carlos me había propuesto formar con él".

## Lista de canciones
1. «Indicios De Arrepentimiento» (03:35)
2. «Tazas De Té» (03:27)
3. «El Día Del Recuerdo» (03:48)
4. «Traición» (03:50)
5. «La Funcionaria» -con Vainica Doble- (02:32)
6. «Qué Sería De Mí Sin Ti» -con Paloma Olivié- (03:39)
7. «C'est La France» (04:14)
8. «Si No Es Por Ti» (03:15)
9. «Aguas De Março» -con Ana Belén- (03:33)
10. «Arena» (02:32)

## Recepción
Indicios fue un éxito de público y de crítica. Estuvo cercano a conseguir el Disco de Oro en 1994, vendiendo alrededor de 40.000 discos, y en varias reseñas de la crítica sobre los mejores discos de los años 90 siempre figura entre los 10 primeros.
Raúl Alonso, en LaFonoteca, otorga una valoración de 5 sobre 5 destacando "Constituye la gran obra maestra de Carlos Berlanga, en la que, aunque cerca del concepto de pop electrónico, se aproxima más que nunca a su pasión por la música brasileña, en concreto a su adorado Antonio Carlos Jobim". El mismo portal le otorga la misma puntuación basándose en una puntuación de 34 usuarios. También le adjudica la posición 8 entre los mejores discos de su año y la posición 77 en el ranking de los mejores discos de los años 90.
Nacho Canut, en declaraciones recogidas por Rafa Cervera en 2014, reseña "en su momento no me hacía tanta gracia, pero según fue pasando el tiempo ya lo he ido viendo mejor. Las letras son buenísimas y las melodías también, y aunque la producción era un poco lo de siempre de Carlos, las canciones eran muy buenas. También hay que decir que Indicios no se parecía a nada de lo que se hacía entonces, era más de los ochenta que de los noventa. Era una cosa muy de él. Por eso estaba muy bien".